# Kreis Isenhagen
| Basisdaten                                         | Basisdaten          |
| -------------------------------------------------- | ------------------- |
| Preußische Provinz                                 | Hannover            |
| Regierungsbezirk                                   | Lüneburg            |
| Verwaltungssitz                                    | Isenhagen           |
| Bestandszeitraum                                   | 1885–1932           |
| Fläche                                             | 818 km² (1925)      |
| Einwohner                                          | 22.036 (1925)       |
| Bevölkerungsdichte                                 | 27 Einw./km² (1925) |
| Gemeinden                                          | 74 (1932)           |
| Lage des Kreises Isenhagen in der Provinz Hannover |                     |
|                                                    |                     |

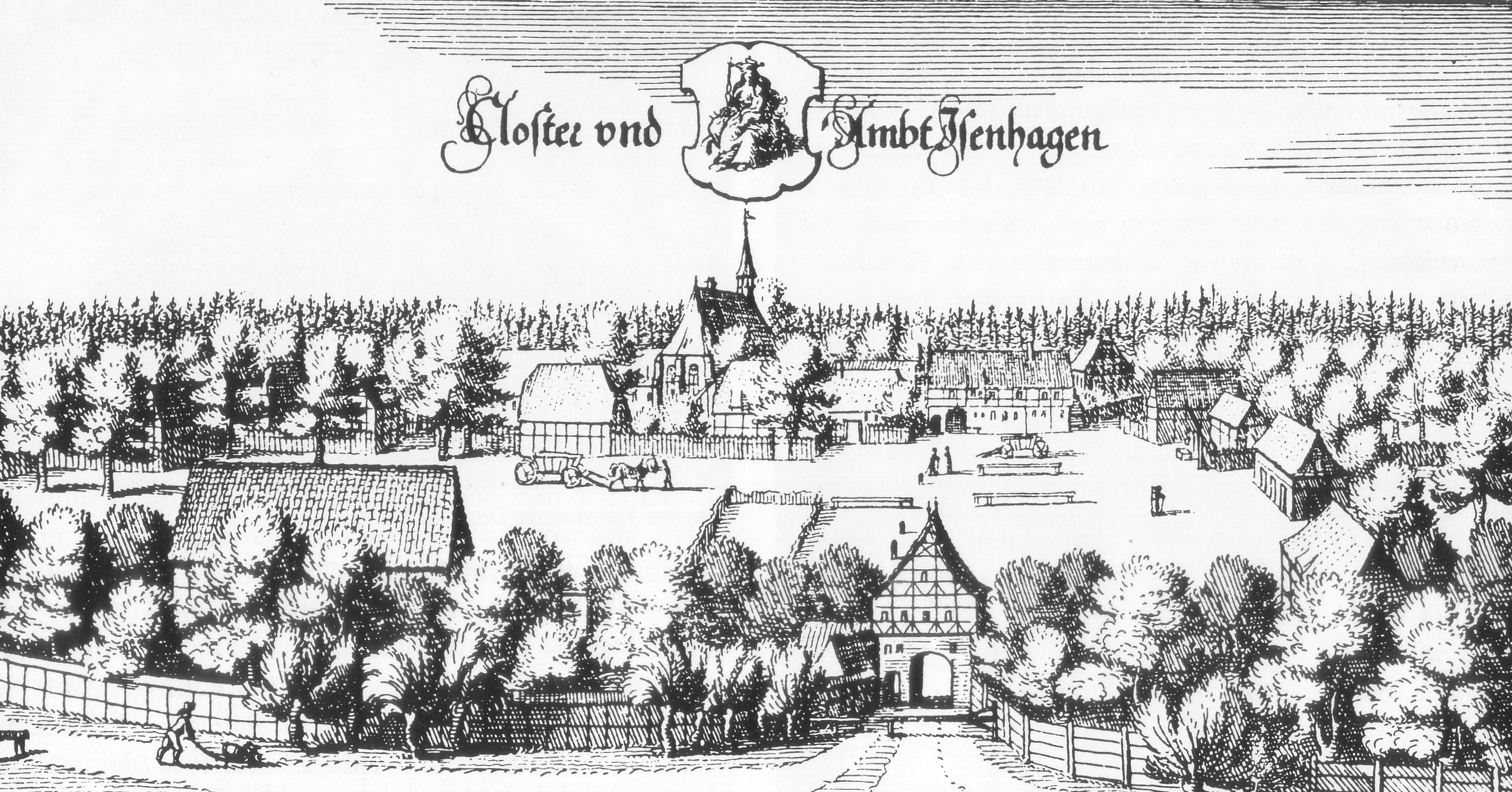
Merian-Stich von Kloster Isenhagen um 1654

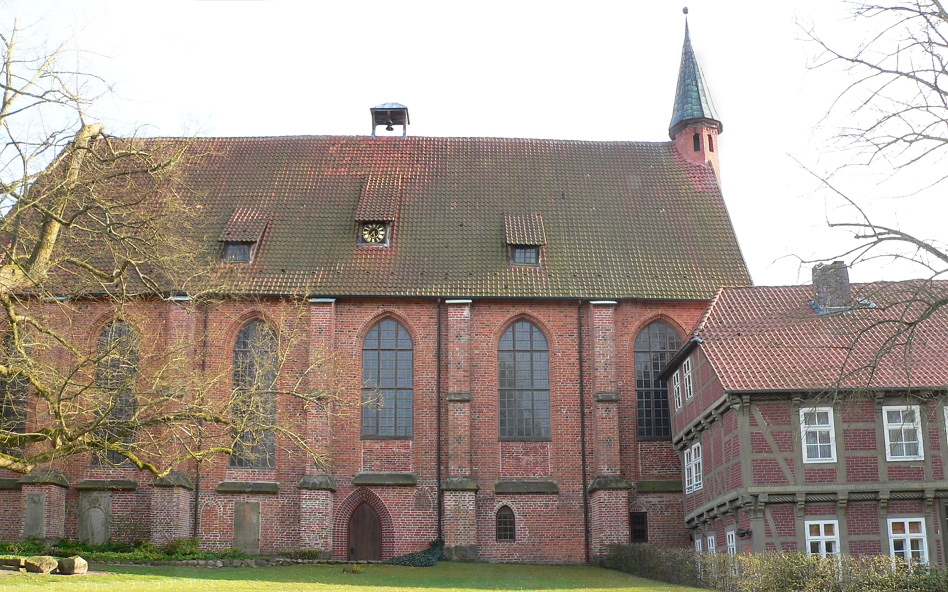
Heutige Ansicht des früheren Klosters

Der Kreis Isenhagen war von 1885 bis 1932 ein Landkreis in der preußischen Provinz Hannover im Raum Hankensbüttel-Wittingen.

## Geschichte
Der Vorgänger des Kreises war das Amt Isenhagen. Dieses entstand 1533 durch die Säkularisation des Klosters Isenhagen als Klosteramt ohne abgerundetes Hoheitsgebiet. 1799 wurden durch Verordnung König Georgs III. die Gografschaft Hankensbüttel und die Vogtei Steinhorst mit insgesamt 31 Dörfern vom Amt Gifhorn abgetrennt und dem Amt Isenhagen zugeschlagen. 1859 vereinigte man die Ämter Isenhagen und Knesebeck zu einem vergrößerten Amt Isenhagen, aus dem 1885 der Kreis Isenhagen hervorging.
Zum 1. Oktober 1932 wurde durch eine Verordnung des preußischen Staatsministeriums der Kreis Isenhagen aufgelöst und mit dem Kreis Gifhorn zusammengeschlossen.

## Einwohnerentwicklung
| Einwohner       | 1890   | 1900   | 1910   | 1925   |
| --------------- | ------ | ------ | ------ | ------ |
| Kreis Isenhagen | 16.402 | 17.846 | 20.358 | 22.036 |

## Landräte
Landräte des Kreises Isenhagen:
- 1885–1886 Bruno von Hohnhorst
- 1886–1890 Maximilian Breyer
- 1890–1895 Johann Immich
- 1895–1918 Ludwig August von Pufendorf
- 1918–1932 Waldow Ritzler (eigentlich sollte Ritzler bereits 1914 Landrat werden; er wurde aber zum Kriegsdienst eingezogen, verwundet und konnte das Amt erst im Dezember 1918 antreten)

## Gemeinden
Dem Kreis gehörten die folgenden Gemeinden an:
|  | Allersehl Alt Isenhagen Altendorf Behren (*) Benitz Betzhorn Blickwedel Boitzenhagen Bokel Bottendorf Brome, Flecken Croya Darrigsdorf Dedelstorf Ehra-Lessien (**) Ehra (*) Emmen Erpensen Eutzen | Fünfmühlen (*) Gannerwinkel Glüsingen Grebshorn Groß Oesingen Hagen bei Knesebeck Hagen bei Sprakensehl Hankensbüttel (*) Isenhagen (*) Isenhagen-Hankensbüttel (**) Kakerbeck Klein Oesingen (*) Knesebeck Küstorf (*) Langwedel Lessien (*) Lingwedel Lüben Lüsche Mahnburg (*) | Mahrenholz Masel Ohrdorf Oerrel Plastau Rade Radenbeck Räderloh Repke Schneflingen Schönewörde Schweimke Sprakensehl Steimke Steinhorst Stöcken Suderwittingen Teschendorf Tülau-Fahrenhorst | Voitze Vorhop Wahrenholz Weddersehl Wentorf Wesendorf Westerholz Wettendorf Wierstorf Wiswedel Wittingen, Stadt Wollerstorf Wunderbüttel Zahrenholz Zasenbeck Zicherie |

(*) Ende der 1920er Jahre eingemeindet
(**) Ende der 1920er Jahre gebildet
Bis zu ihrer Auflösung Ende der 1920er Jahre bestanden im Kreis Isenhagen außerdem die Gutsbezirke Malloh, Rumstorf, Stöckener Teich, Stüh und Zollhaus sowie die unbewohnten Forstbezirke Betzhornerleu, Bösebruch, Emmerholz, Emmerleu, Espenleu, Espenloh, Jafel und Papenbergsgehege, Kiekenbruch, Maselerwald, Schweimkerholz und Welloh.